# روب هايمان
روب هايمان (بالإنجليزية: Rob Hyman) هو عازف بيانو ومنتج أسطوانات وكاتب أغاني ومغن مؤلف وملحن أمريكي، ولد في 24 أبريل 1950 في ميريديان في الولايات المتحدة.

## وصلات خارجية
- الموقع الرسمي
- روب هايمان على موقع IMDb (الإنجليزية)
- روب هايمان على موقع ميوزك برينز (الإنجليزية)
- روب هايمان على موقع قاعدة بيانات برودواي على الإنترنت (الإنجليزية)
- روب هايمان على موقع أول ميوزيك (الإنجليزية)
- روب هايمان على موقع ديسكوغز (الإنجليزية)
- روب هايمان على موقع قاعدة بيانات الفيلم (الإنجليزية)